# 哈布斯堡的宝剑 (宝冢歌剧)
《哈布斯堡的宝剑》（日语：ハプスブルクの宝剣），為一部改編自藤本瞳小说《哈布斯堡的宝剑》，並由植田景子操刀創作的日语舞台剧。2010年宝塚剧团星組在宝塚大剧场首演。

## 內容
改编自藤本瞳的同名小说。主题曲由《伊丽莎白》的作曲者西尔维斯特·里维创作。

## 簡介
故事發生在18世紀前半世紀的歐洲，講述青年耶利亞夫（柚希禮音飾）因為猶太人的身份，而在歐洲社會中顛沛流離、尋找自我的故事。耶利亞夫從帕多瓦大學畢業後，充滿鬥志要提升猶太人在社會的地位。可是他回家後，他的思想被其他猶太人拒絕。在被大家拒絕之際，他失落地走到阿爾特橋，並遇見自己初戀阿德爾海德。這兩人從小是青梅竹馬，但因阿德爾海德出生於資產階級家庭，她的父母已經幫她選擇一位未婚夫，叫莫里茨。當莫里茨發現耶利亞夫和阿德爾海德的關係後，和耶利亞夫決鬥，而耶利亞夫迫不得已把莫里茨殺死。之後耶利亞夫離家出走。
耶利亞夫幾經生死，終於在奧地利哈布斯堡王朝，認識到法蘭茲一世（凰稀要飾），得到了自以為的新生命，改名利亚罗斯柴尔德。但當法蘭茲一世介紹泰瑞莎給他認識時，他發現自己面對長像與自己初戀一樣的泰瑞莎女王（夢咲寧寧飾）。

## 登场人物
- 利亚罗斯柴尔德/Eduard von authovil（耶利亞夫）：柚希礼音
- 玛丽亚·特蕾西亚/阿德尔海德：夢咲寧寧
- 弗朗茨·冯·斯蒂芬：凰稀要
- 伯爵夫人：京三紗
- Eugen公爵：一树千寻
- 摩西·罗斯柴尔德：英真直树
- 查理六世：锦织爱
- 亚干：凉紫央